# Prostitution en Moldavie
La prostitution en Moldavie est une activité illégale mais répandue et socialement acceptable. L'ONUSIDA estime qu'il y a 12 000 prostituées dans le pays.
En Transnistrie, la prostitution n'est punissable que d'une amende, mais il n'y a pas de telle clause dans la législation moldave.

## Noms locaux
Les prostituées en Moldavie sont connues localement sous divers noms :
- Stradă (travailleur de rue) - travail dans la rue
- Scaun (tabouret) - travail dans les bars et restaurants
- Lumânare (bougie) - se tenir au bord des routes principales
- Călători (voyageurs) - accompagne les conducteurs de voitures et de camions lors de leurs voyages
- Prostituate cu acoperiș (prostituées avec un toit) - travailleurs d'intérieur
- Interdevochka (intergirls) - travaille dans des hôtels haut de gamme, divertissant généralement des clients étrangers

## Histoire
La prostitution a été attestée en Moldavie pour la première fois au IIe siècle av. J.-C. Il y a des preuves de l'implication de proxénètes au XIXe siècle.
L'existence de ce commerce a d'abord été niée à l'époque soviétique, puis il a été interdit le 27 juillet 1987.

## Trafic sexuel
La Moldavie est un exportateur majeur de traite des êtres humains à des fins de commerce du sexe,,,,,,. La CIA désigne la traite des êtres humains comme l'un des principaux problèmes de criminalité en Moldavie. Les trafiquants d'êtres humains recrutent principalement des femmes issues de villages pauvres. Des femmes et des enfants sont victimes de la traite à des fins d'exploitation sexuelle vers la Turquie, Israël, les Émirats arabes unis, l'Ukraine, la Russie, Chypre, la Grèce, l'Albanie, la Roumanie, la Hongrie, la Slovaquie, la République tchèque, l'Autriche, la France, l'Italie et le Portugal. Le rapport annuel sur les droits de l'homme par pays du département d'État des États-Unis met en évidence une certaine implication des représentants du gouvernement et des forces de l'ordre moldaves dans la traite des êtres humains.

Le département d'État des États-Unis a publié un rapport en 2006 sur les violations des droits de l'homme en Moldovie indiquant:
«Le pays était un pays d'origine majeur pour les femmes et les enfants victimes de la traite à l'étranger à des fins de prostitution forcée et pour les hommes et les enfants qui étaient trafiqués vers la Russie et les pays voisins pour le travail forcé et la mendicité. Le pays était également un pays de transit pour les victimes de la traite de l'Ukraine vers la Roumanie. Des femmes et des filles étaient trafiquées vers la Turquie, Chypre, l'Italie, la Hongrie et les pays des Balkans à des fins de prostitution. Des ONG ont signalé des cas récents de victimes de la traite vers l'Arabie saoudite et l'Afghanistan. Des femmes et des filles auraient été victimes de la traite vers l'Italie et la Grèce via la Roumanie, la Serbie-et-Monténégro et l'Albanie. Selon l'Organisation internationale pour les migrations (OIM), les victimes sont de plus en plus dirigées vers l'Asie, la Russie, la Turquie, l'Europe occidentale et le Moyen-Orient. L'OIM a indiqué que le pays était la principale origine en Europe des femmes et des enfants victimes de la traite à des fins de prostitution forcée."
Les autorités ont tenté de sensibiliser la population à l'ampleur de ce problème et, au début des années 2000, les autorités ont lancé de nombreuses campagnes d'information. L'un consistait en l'affichage de panneaux publicitaires dans les rues de la capitale Chișinău représentant une fille prise dans un énorme poing fermé et échangée contre des dollars. La légende disait: "Vous n'êtes pas à vendre".
E. Benjamin Skinner, dans son livre "Un crime si monstrueux", à la page 156, spécule qu'entre 1991 et 2008, jusqu'à 400 000 femmes ont été victimes de la traite depuis la Moldavie.
Le Bureau de surveillance et de lutte contre la traite des personnes du département d'État des États-Unis classe la Moldavie parmi les pays de « niveau 2 ».